# 東艶斎花翁

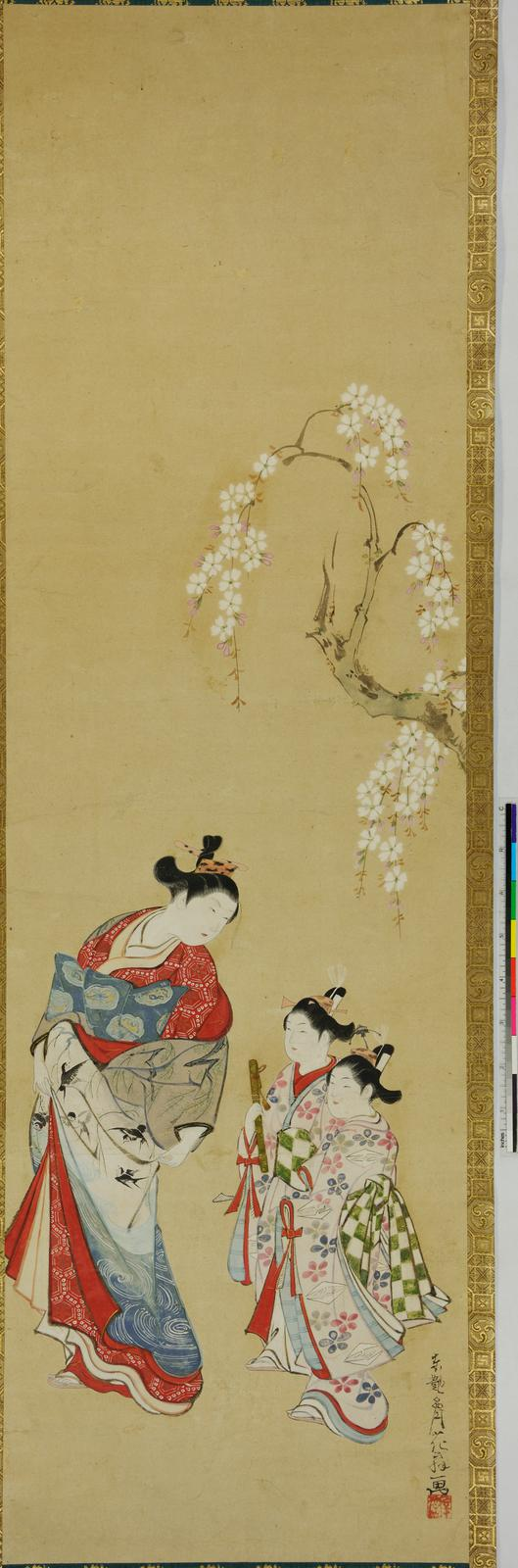
「桜下遊女と禿図」　花翁筆、大英博物館所蔵。

東艶斎 花翁（とうえんさい かおう、生没年不詳）とは、江戸時代の浮世絵師。

## 来歴
師系・経歴不明。画風は奥村政信風だが、政信の門人だったかどうかは明らかではない。また作品に「保信」の落款と印章があることから、絵師の柴田保信と同一人であるともいわれるがこれも定かではない。作画期は元文から寛延の頃にかけてとされ、肉筆画の作が残る。

## 作品
- 「見立小倉山荘図」　紙本着色　東京国立博物館所蔵　※「保信」の印あり。式子内親王が小倉山にある藤原定家の山荘「時雨亭」を訪ねる様を、江戸時代当時の風俗にして描いた見立絵。
- 「桜下詠歌図」　紙本着色　太田記念美術館所蔵
- 「追い羽根」　紙本着色　光ミュージアム所蔵　※「東艶齋花翁画」の落款、印文不明の朱文方印あり。那須ロイヤル美術館（小針コレクション）旧蔵
- 「桜下遊女と禿図」　紙本着色　大英博物館所蔵　※「東艶斎花翁画」の落款、「保信」の朱文方印あり
- 「遊女と若衆図」　紙本着色、二幅対　ボストン美術館所蔵　※「東艶齋花翁保信筆」の落款、「保信」の朱文方印あり（二幅いずれも同じ）